# Chiesa dei Santi Giovanni e Paolo (Milano)

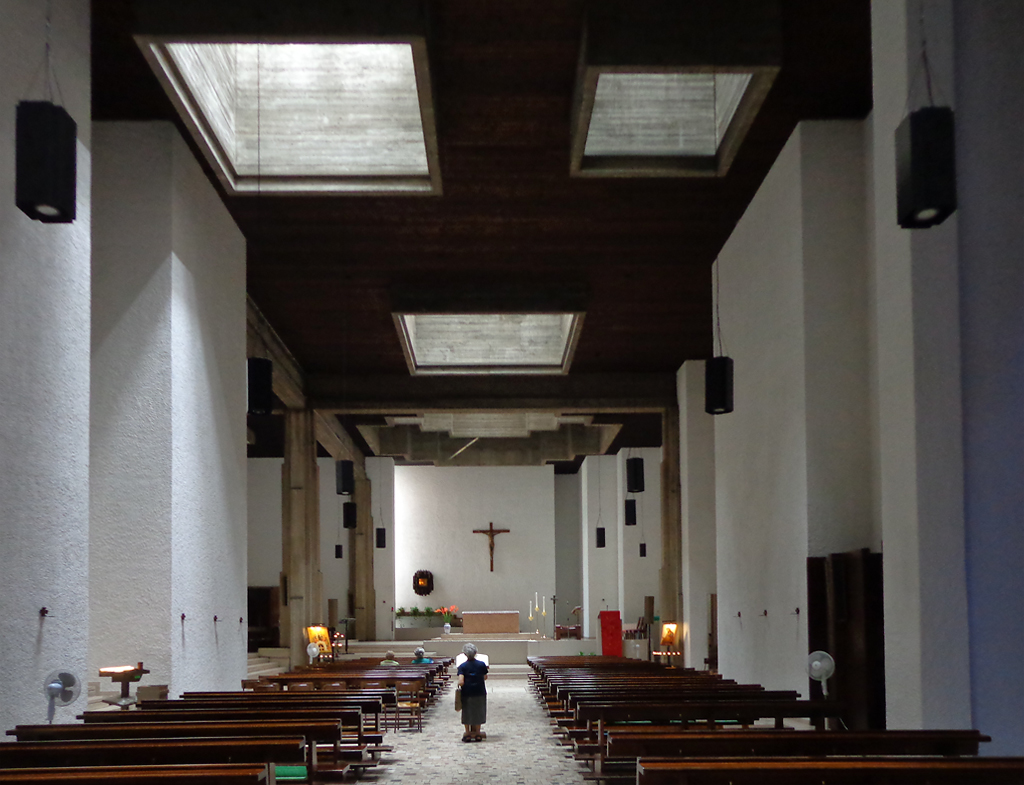
L'interno

La chiesa dei Santi Giovanni e Paolo è una chiesa parrocchiale di Milano, posta nella zona nord della città, nel quartiere della Bovisa.
Costruita negli anni sessanta del XX secolo su progetto degli architetti Figini e Pollini, costituisce uno degli esempi più interessanti di architettura ecclesiale moderna a Milano.

## Storia
La chiesa dei Santi Giovanni e Paolo venne costruita negli anni sessanta del XX secolo, e dedicata in omaggio all'ex arcivescovo di Milano, il cardinale Giovanni Battista Montini, eletto papa con il nome di Paolo VI.
Il progetto dell'edificio fu affidato agli architetti Figini e Pollini, che in precedenza si erano già cimentati nell'architettura ecclesiale con la chiesa della Madonna dei Poveri a Baggio, risultata particolarmente apprezzata.

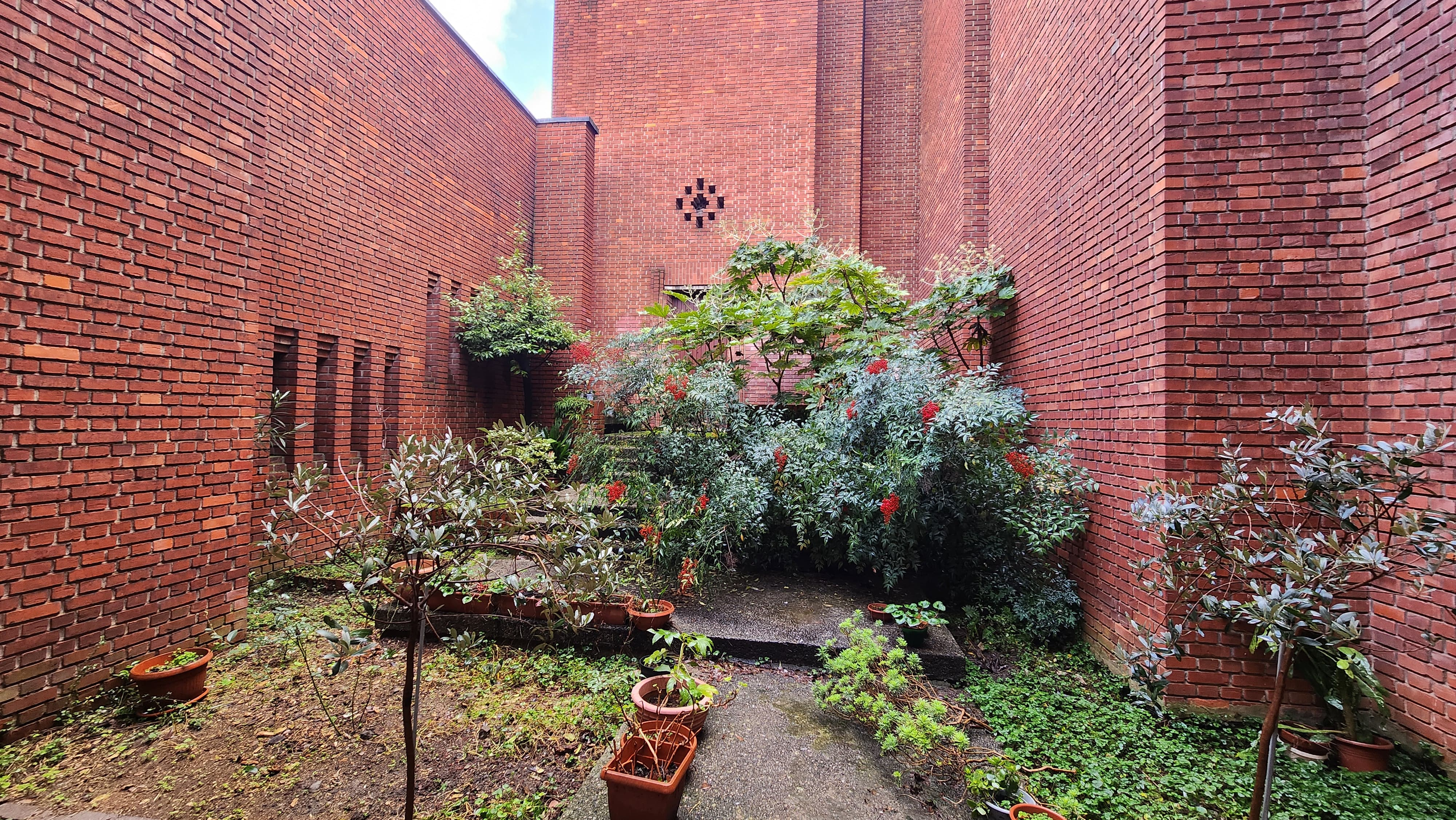
Particolare del giardino della chiesa

La costruzione della chiesa iniziò nel 1964 e si concluse nel 1968; la chiesa fu consacrata il 29 giugno 1967 ed eretta in parrocchia con decreto del successivo 22 luglio dall'arcivescovo cardinale Colombo, ricavandone il territorio dalle parrocchie di Santa Maria del Buon Consiglio, San Nicola e Santa Maria alla Fontana.

## Caratteristiche
Il complesso sorge in un lotto compreso fra le vie Catone, Maffucci e Patti, e si compone di due parti: la chiesa vera e propria, affiancata dal campanile, e immediatamente a sud di questa l'edificio dei servizi parrocchiali e dell'oratorio.
L'involucro esterno si caratterizza per le forme molto articolate, sia in pianta, ricca di sporgenze e rientranze, sia in alzato, dove le diverse altezze denunciano la suddivisione degli spazi interni. L'uso del mattone a vista per ricoprire i muri esterni contribuisce a definire un'immagine forte, e ha suggerito ad alcuni critici un parallelo con l'architettura tradizionale lombarda, o in alternativa con alcune opere coeve degli architetti Kahn e Rudolph.
La pianta interna è altrettanto articolata e mossa, ed è ricavata dalla ripetizione del motivo della croce greca, che genera svariati assi visivi; a grandi linee, si distingue una navata longitudinale centrale, affiancata sul lato sinistro dalla cappella settimanale e da un vasto spazio trasversale, e sul lato destro dal battistero. L'ingresso è preceduto da un esonartece, che insieme ai patii-giardino che lo affiancano ha la funzione di mediare gradualmente il passaggio fra l'esterno e l'interno.
La chiesa è illuminata da nove fra lucernari e tiburi di diversa dimensione, il maggiore dei quali è posto sopra il presbiterio; nelle pareti laterali sono poste in alcuni punti delle piccole bucature, che non contrastano con il carattere solido e materico con cui la chiesa si rapporta con l'intorno.
Nello spazio interno sono stati utilizzati materiali ruvidi (calcestruzzo a vista, intonaco grezzo, legno) per evidenziare gli effetti di luce; al contrario il presbiterio, sopraelevato rispetto all'aula, è ricoperto di marmi pregiati, che come uno sfondo neutro esaltano l'altare, costituito da un grande blocco in marmo rosso di Verona.
Le opere d'arte che ornano la chiesa vennero disegnate da padre Costantino Ruggeri.